# Граница на Мохоровичич
Границата на Мохоровичич е зона, която разграничава земната кора от слоя, разположен непосредствено под нея – мантията.

## Характеристики
Границата на Мохоровичич отстои на различна дълбочина спрямо повърхността на планетата – от 5 – 10 км под океанското дъно, до 20 – 90 км под континентите, в зависимост от геоморфологичните дадености на съответната област. Под континенталния тип земна кора, в районите с високи планински масиви тя има най-голяма дълбочина. Най-малка е съответно дълбочината ѝ при големите водни басейни; по протежение на т.нар. средноокеански хребети, границата е зона на контакт между земната кора и мантията. Нейната нееднаква дълбочина може да се обясни чрез принцип, наречен изостазия.

## Установяване
На 9 октомври 1909 на далматинското крайбрежие на Хърватия се усеща голямо земетресение. Сеизмичните вълни от земетресението са записани от сеизмограф и са анализирани от преподавателя по география в университета в Загреб, Андрия Мохоровичич. Той установява, че скоростта на разпространение на напречните сеизмични вълни на около 60 км в дълбочина рязко се увеличава. Това предполага навлизането им в качествено нова физична среда, която е течна и се различава от строежа и свойствата на земната кора. Това се счита за убедително доказателство за приемането на границата като разделителна линия между двете основни части на земното тяло. Границата е кръстена в чест на своя откривател.